# Дричева, Ирина Алексеевна
Ирина Алексеевна Дричева — российская футболистка, полузащитница московского «Динамо».

## Биография
Начала заниматься футболом в 9 лет. Первый тренер — Донцов Александр Александрович. Выступала на всех позициях, кроме центрального защитника и вратаря.
Воспитанница ЖФК «Чертаново» (Москва). Игрок Молодёжного состава московского «Динамо» с 20 января 2022 года. 4 июня 2022 года забила свой первый гол за «Динамо» в официальных матчах — в ворота ЖФК «Ростов» (4:0). По итогам голосования болельщиков была признана лучшим игроком Молодёжного «Динамо» в апреле-мае 2022 года, проведя 5 матчей и сделав в них 2 результативные передачи. Стала лучшей также и в августе: в этом месяце футболистка приняла участие в трёх матчах, в которых забила 2 мяча, оформив дубль в выездном матче с ЖФК «Химки-УОР № 5» (4:1). Её мяч в ворота «Звезды-2005» (7:0) был также выбран болельщиками лучшим голом «Динамо» в сентябре.
Первый матч за основную команду «Динамо» в Суперлиге провела 13 марта 2023 года против ЦСКА.
Вызывалась и играла за сборные России разных возрастов: юниорские U-16, U-17. В июне 2022 года была приглашена на учебно-тренировочный сбор национальной команды России, в ходе которого дебютировала в составе главной команды страны в товарищеском матче с ЖФК ЦСКА (3:1).
В августе этого же года получила первый в карьере вызов в молодёжную сборную России U-19 на учебно-тренировочный сбор в Казани, где забила гол с пенальти в товарищеском матче с молодёжной командой ЖФК «Рубин» (6:0). В 2023 году провела 6 товарищеских матчей за молодёжную сборную.